# Coprosma papuensis
Coprosma papuensis là một loài thực vật có hoa trong họ Thiến thảo. Loài này được W.R.B.Oliv. mô tả khoa học đầu tiên năm 1935.